# Бруклін (Індіана)
Бруклін (англ. Brooklyn) — місто (англ. town) в США, в окрузі Морган штату Індіана. Населення — 2511 особа (2020).

## Географія
Бруклін розташований за координатами 39°32′31″ пн. ш. 86°22′3″ зх. д. / 39.54194° пн. ш. 86.36750° зх. д. (39.542055, -86.367637).  За даними Бюро перепису населення США в 2010 році місто мало площу 1,77 км², з яких 1,73 км² — суходіл та 0,03 км² — водойми.

## Демографія
Згідно з переписом 2010 року, у місті мешкало 1598 осіб у 580 домогосподарствах у складі 455 родин. Густота населення становила 905 осіб/км².  Було 630 помешкань (357/км²).
Расовий склад населення:
| - 97,8 % — білих - 0,4 % — корінних американців - 0,2 % — чорних або афроамериканців - 0,2 % — азіатів |

До двох чи більше рас належало 0,8 %. Частка іспаномовних становила 1,8 % від усіх жителів.
За віковим діапазоном населення розподілялося таким чином: 28,1 % — особи молодші 18 років, 60,9 % — особи у віці 18—64 років, 11,0 % — особи у віці 65 років та старші. Медіана віку мешканця становила 34,7 року. На 100 осіб жіночої статі у місті припадало 101,8 чоловіків;  на 100 жінок у віці від 18 років та старших — 97,4 чоловіків також старших 18 років.
Середній дохід на одне домашнє господарство  становив 62 691 долар США (медіана — 52 417), а середній дохід на одну сім'ю — 66 237 доларів (медіана — 57 600). Медіана доходів становила 40 083 долари для чоловіків та 39 167 доларів для жінок. За межею бідності перебувало 8,9 % осіб, у тому числі 14,1 % дітей у віці до 18 років та 2,3 % осіб у віці 65 років та старших.
Цивільне працевлаштоване населення становило 733 особи. Основні галузі зайнятості: виробництво — 19,8 %, освіта, охорона здоров'я та соціальна допомога — 15,3 %, роздрібна торгівля — 15,1 %.